# Roman Montchenko
Roman Vitalievitch Montchenko, né le 9 août 1964 et mort le 2 janvier 2020, est un rameur russe.

## Palmarès

### Aviron aux Jeux olympiques
- 1996 à Atlanta,  États-Unis
  -  Médaille de bronze en huit avec barreur[2]